# Jerzu
Jerzu is een gemeente in de Italiaanse provincie Nuoro (voormalig: Ogliastra) (regio Sardinië) en telt 2.987 inwoners (31-03-2023). De oppervlakte bedraagt 102,5 km², de bevolkingsdichtheid is 32 inwoners per km².
De volgende frazioni maken deel uit van de gemeente: /.

## Demografie
Jerzu telt ongeveer 1404 huishoudens. Het aantal inwoners daalde in de periode 1991-2001 met 6,1% volgens cijfers uit de tienjaarlijkse volkstellingen van ISTAT. Sinds de laatste telling in 2001 (22 jaar geleden) is het inwonertal met 365 inwoners gedaald, er is sprake van een afname van het aantal inwoners in Jerzu.
| Jaar | Inwoneraantal |
| ---- | ------------- |
| 1991 | 3.568         |
| 2001 | 3.352         |
| 2004 | 3.287         |
| 2018 | 3.177         |
| 2023 | 3.000         |

## Geografie
De gemeente ligt op ongeveer circa 470 meter boven zeeniveau.
Jerzu grenst aan de volgende gemeenten: Arzana, Cardedu, Gairo, Lanusei, Osini, Tertenia, Ulassai, Villaputzu (CA).

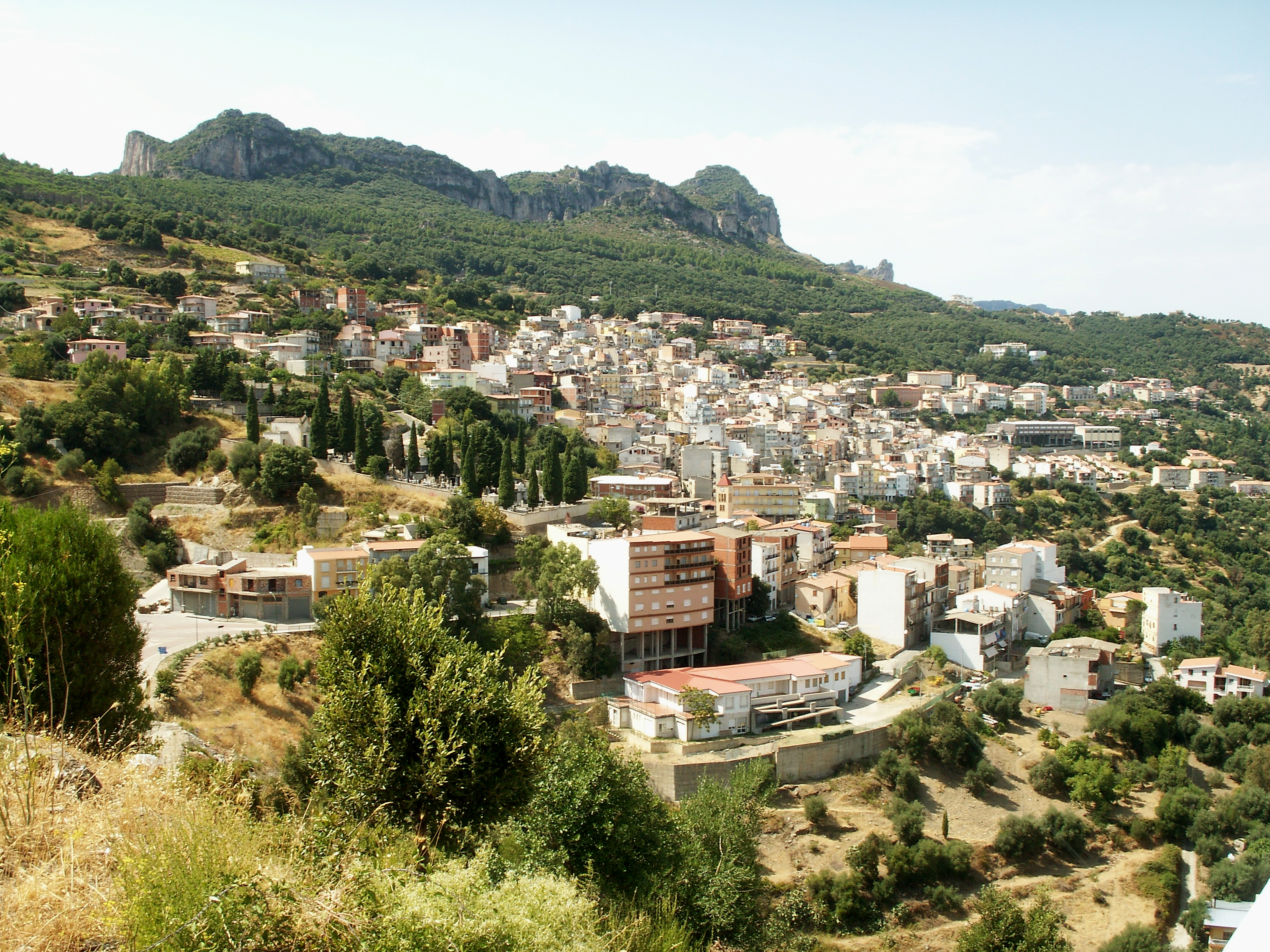
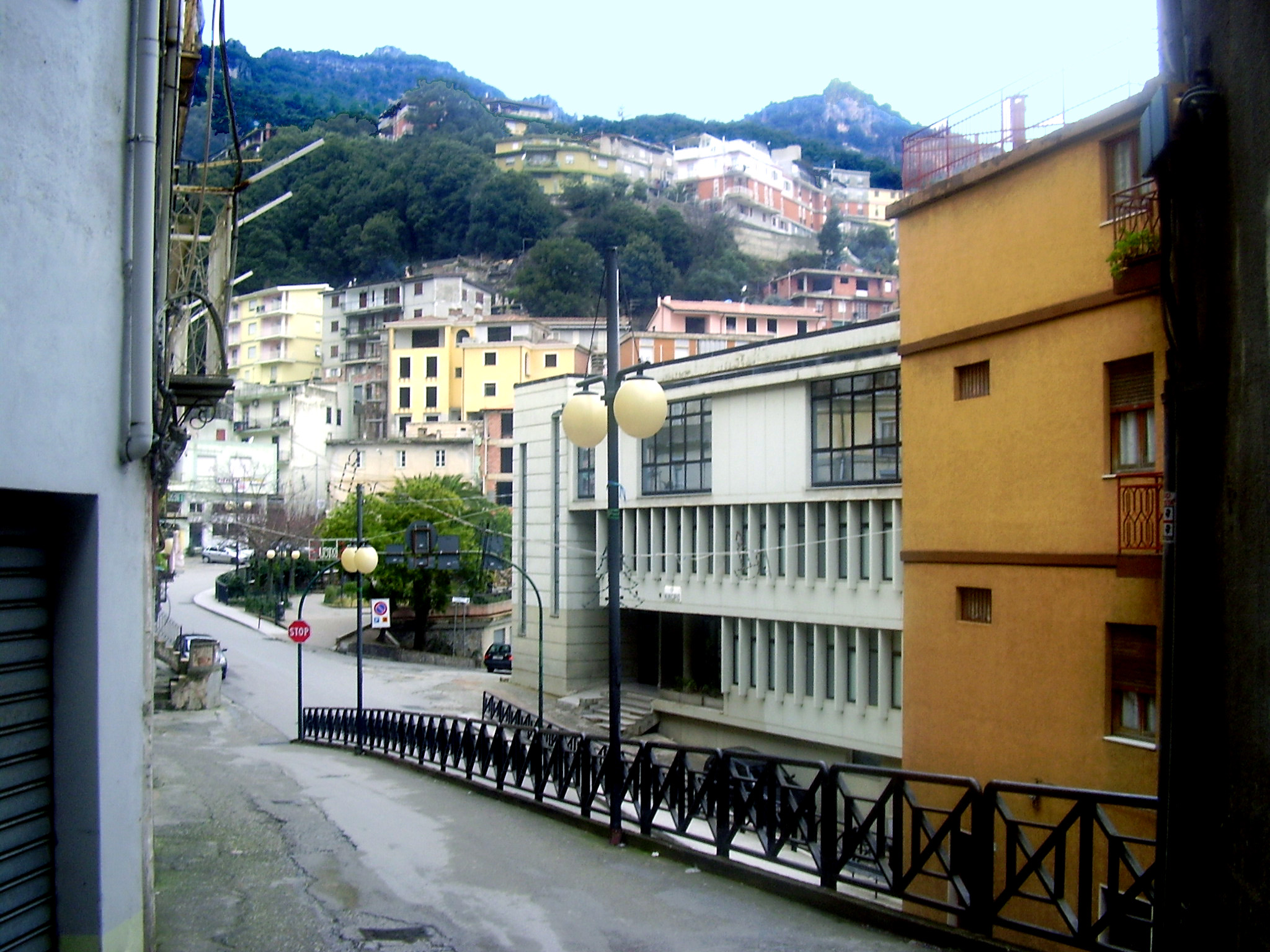
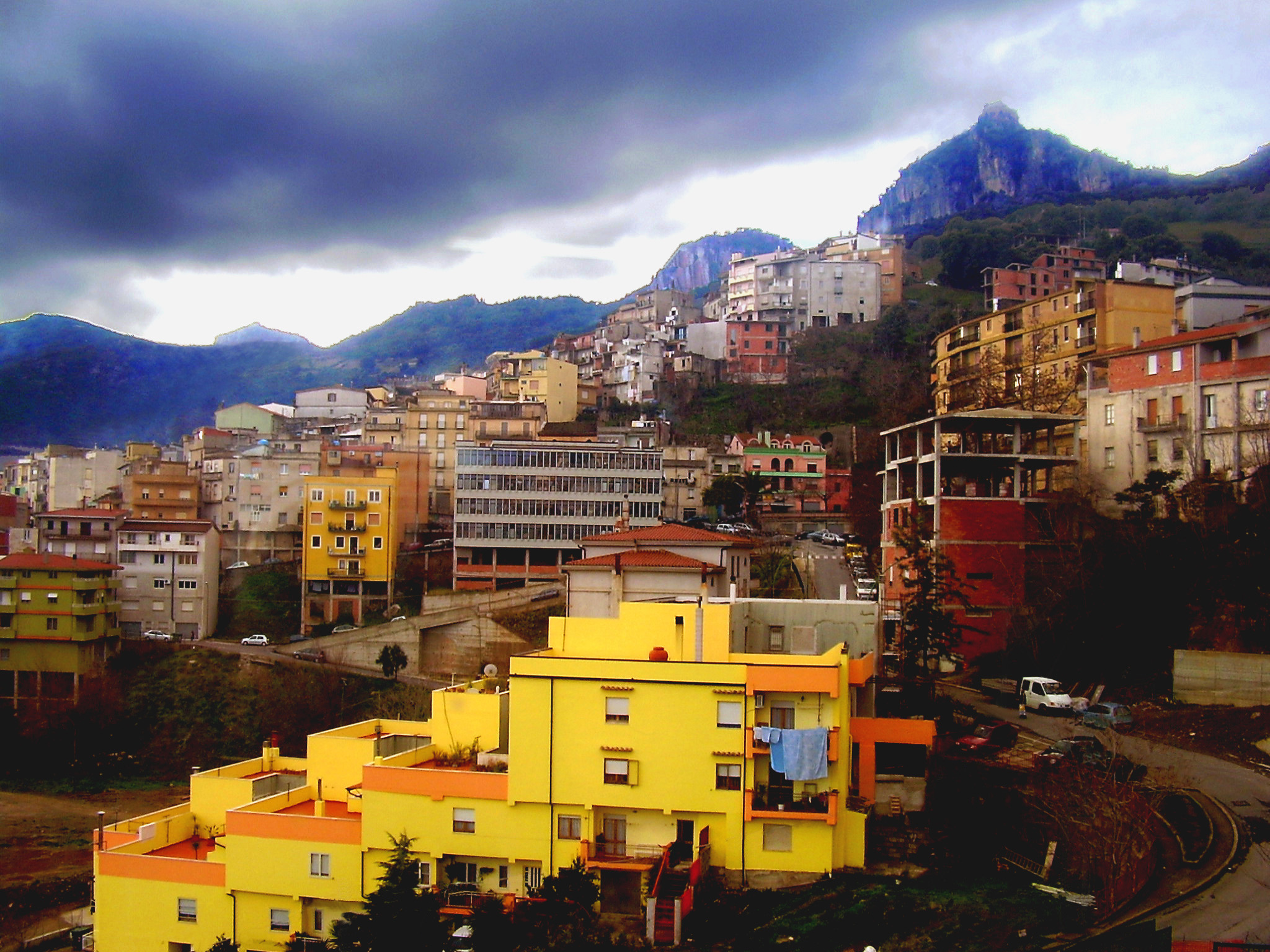
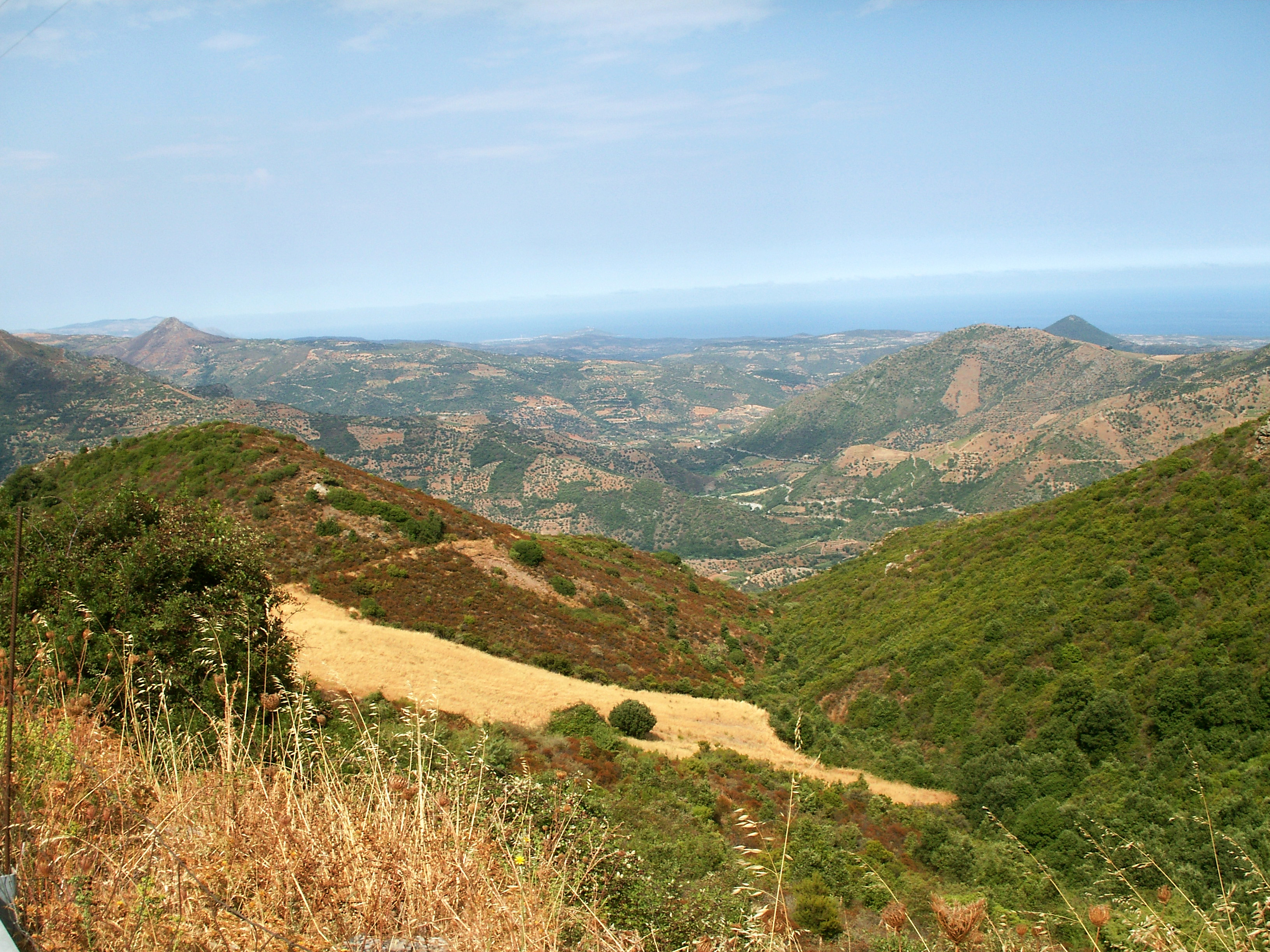
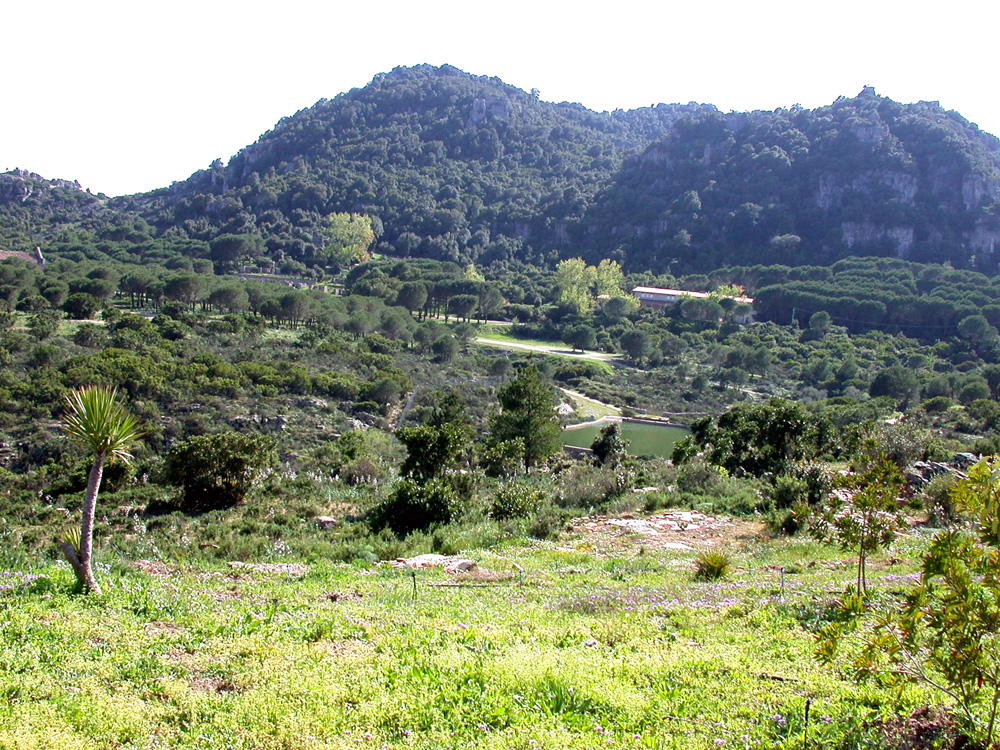
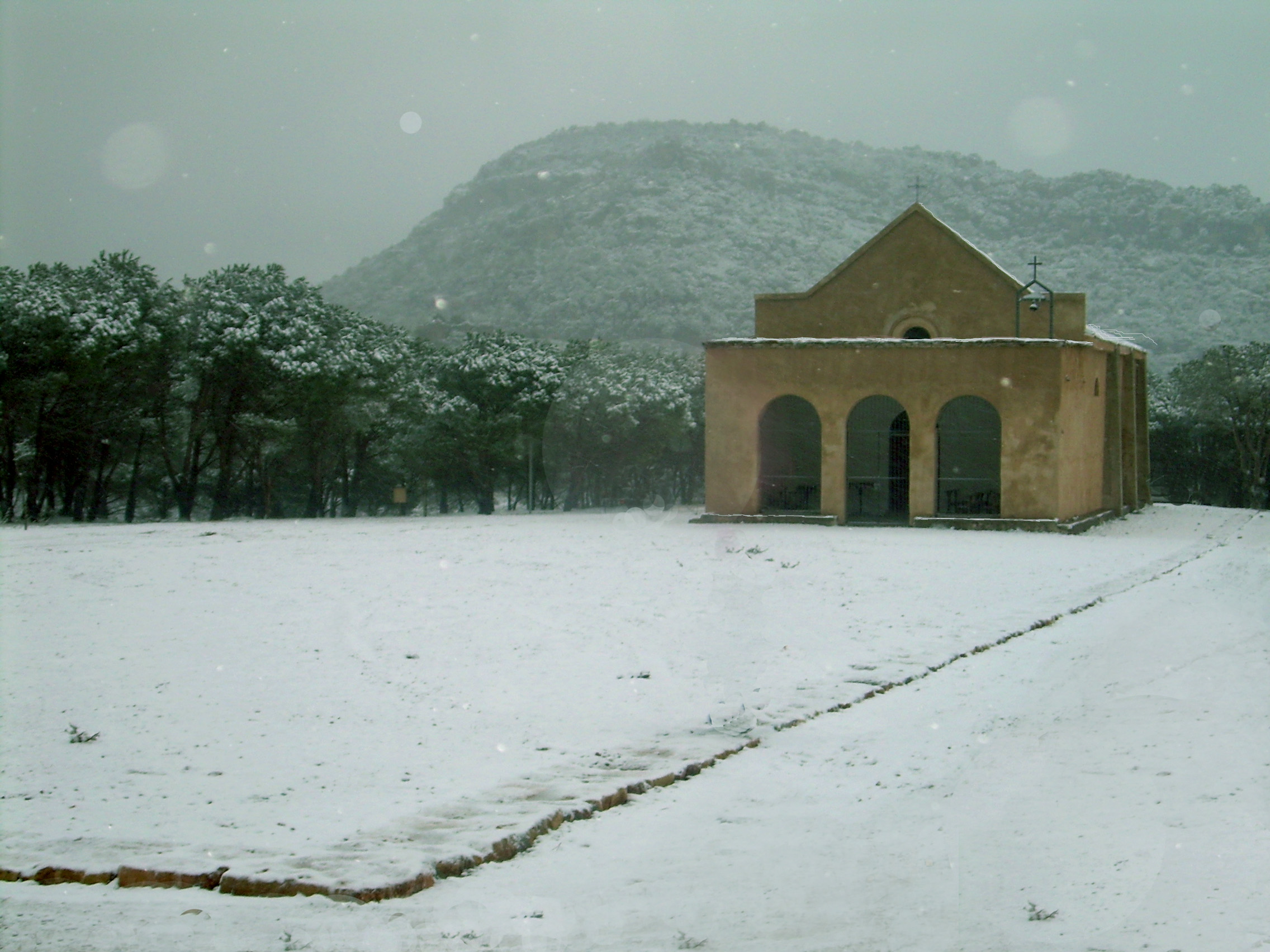
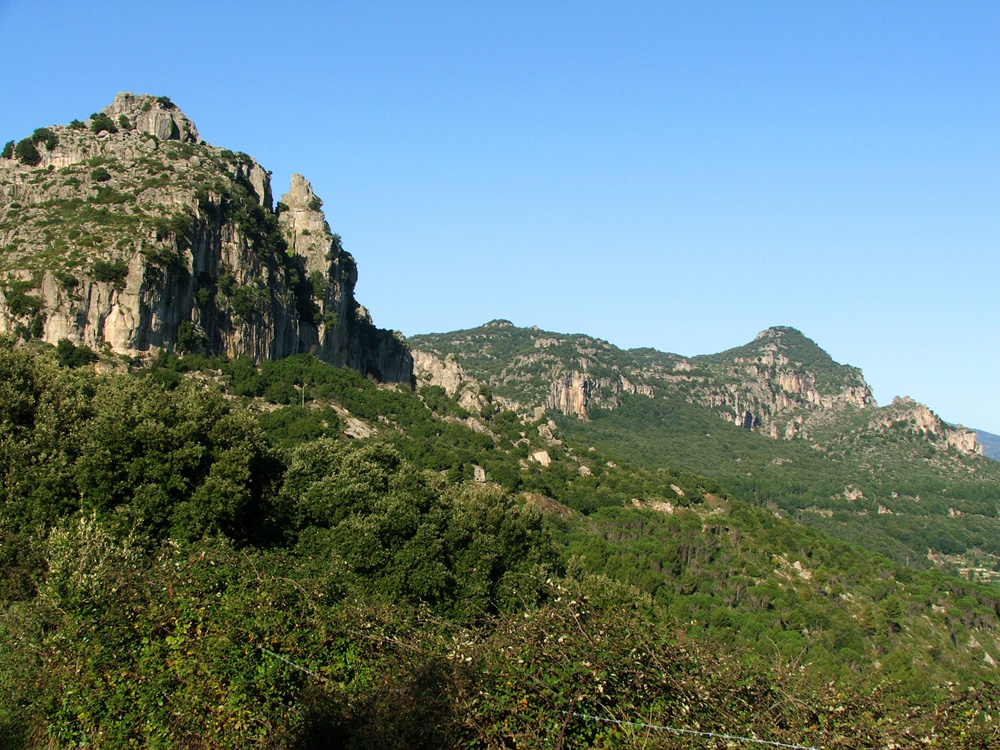
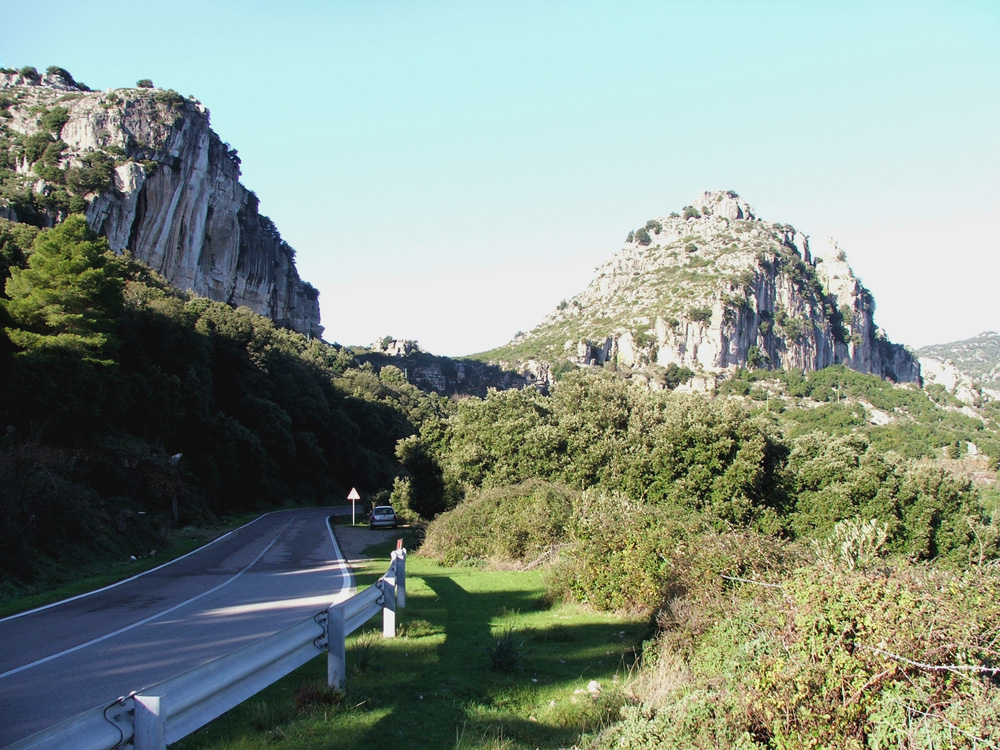
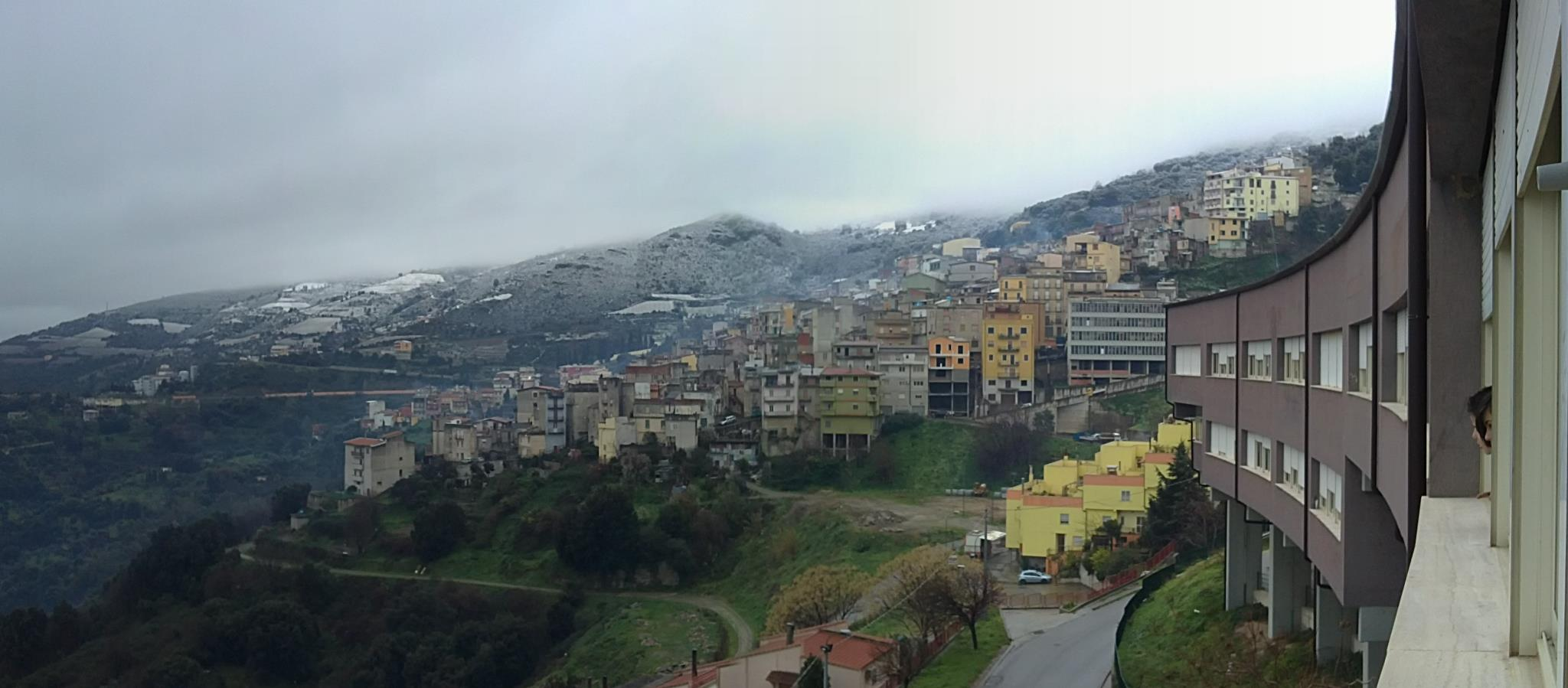

Arzana · Bari Sardo · Baunei · Cardedu · Elini · Gairo · Girasole · Ilbono · Jerzu · Lanusei · Loceri · Lotzorai · Osini · Perdasdefogu · Seui · Talana · Tertenia · Tortolì · Triei · Ulassai · Urzulei · Ussassai · Villagrande Strisaili
1. ↑  https://demo.istat.it/?l=it.